# 吉澤商店
吉澤商店（よしざわしょうてん），位於東京市京橋區南金六町（今日的東京都中央區銀座8丁目），是日本已結業的貿易公司以及電影公司，於1890年代由河浦謙一創立。主要業務是製作及發行無聲電影作品以及進行國際貿易。1912年（大正元年）9月，吉澤商店宣告與福寶堂、橫田商會和M.Pathe商會等四間公司合併，並成立一家「日本活動寫真株式會社」（日活）。

## 電影作品列表
- 自轉車競走 1902年
- 日俄戰爭活動寫真 1904年 攝影千葉吉藏
- 忠臣藏五段目 1907年 攝影小西亨、主演片岡仁左衛門 (11代目)
- 己が罪 1908年 原作菊池幽芳、攝影千葉吉蔵、主演中野信近
- ハイカラ 1909年 主演藤澤淺二郎、木下吉之助
- 金色夜叉 1912年 原作尾崎紅葉

## 外部連結
- 1899年 - 1909年 公開作品列表 376作品 （页面存档备份，存于） - 日本電影資料庫
- Yoshizawa Shoten （页面存档备份，存于） - Internet Movie Database （英文）